# Steinach am Brenner
Steinach am Brenner – gmina targowa w Austrii, w kraju związkowym Tyrol, w powiecie Innsbruck-Land. Według danych Austriackiego Urzędu Statystycznego liczyła 3425 mieszkańców (1 stycznia 2015).